# Lluís Noëlle i Baucis
Lluís Noëlle i Baucis (Barcelona, 1925-1996) fou un enginyer català. Va néixer en el si d'una família burgesa, al carrer Diputació. Fill de cotoner, va estudiar peritatge tèxtil i anys després va acabar els estudis d'enginyer i es va doctorar. Durant la guerra la família es va retirar a Premià de Dalt, on la família Baucis hi tenia una casa. A Premià coneix Clara Humedas Roessling, amb qui es casarà i tindrà dues filles. Professionalment va seguir la carrera del pare fent de corredor de cotó i va ser director de laboratori del Centro Algodonero Nacional fins al 1996, any de la seva mort. Les seves afeccions eren sobretot la música, la lectura, la filatèlia, el bridge i la fotografia. La seva afecció per la fotografia començà ben aviat: als vint-i-cinc anys té la seva primera càmera, una Leica i, més endavant, cap als cinquanta, es comprà una Nikon amb diferents objectius. A més d'interessar-se i investigar en la composició i la llum com qualsevol fotògraf amateur, li interessà molt la qualitat de les matèries.

## Fons personal
Part del seu fons personal es conserva a l'Arxiu Fotogràfic de Barcelona. El fons conté fotografies realitzades per Lluís Noëlle. Imatges que esdevenen un retrat costumista de l'època. Al marge de la radiografia amable de les escenes familiars i els seus viatges per Europa, Estats Units o el pròxim Orient, també hi ha, a contrapunt, temes més marginals com ara els sense sostre de les grans ciutats o la vida a les barraques. El fons, a més a més, recull un petit bloc de fotografies d'autor desconegut que mostren diferents aspectes de l'Exposició Internacional de Barcelona de 1929. Es tracta d'un fons interessant perquè presenta un conjunt homogeni de fotografies realitzades sota la mirada d'un fotògraf amateur.